# Arthur Dee
Arthur Dee (Mortlake, 13 luglio 1579 – Norwich, settembre 1651) è stato un medico e alchimista inglese, attivo presso la corte dello zar Michele I di Russia e poi del re Carlo I d'Inghilterra. Era il figlio maggiore del celebre occultista John Dee.

## Biografia
Arthur nacque in un sobborgo di Londra, primogenito degli otto figli dell'alchimista John Dee, che questi ebbe dalla terza moglie, Jane, figlia a sua volta di Bartholomew Fromond.
Da bambino accompagnò il padre in diversi spostamenti attraverso la Germania, la Polonia e la Boemia, durante i quali fu iniziato ai misteri delle scienze occulte. Dopo il suo ritorno in Inghilterra entrò alla Westminster School il 3 maggio 1592, sotto la guida di Edward Grant. Avrebbe proseguito gli studi a Oxford, in cui però il suo nome non è stato finora rinvenuto in alcun elenco di ammissione. Più probabilmente si laureò all'estero.
Nel 1600 si trasferì insieme al padre a Manchester dove ottenne una cattedra, e due anni dopo si sposò con Isabella Prestwich, figlia di un noto giudice di pace della città, dalla quale avrà dodici figli.
Tra il 1605 e il 1606, seguendo il padre che era da poco divenuto vedovo, Arthur Dee si stabilì a Londra con l'intenzione di esercitare medicina (physic). Sembra che si sia attenuto all'uso comune di appendere fuori dalla porta della propria abitazione una lista o tabella di medicinali di sua invenzione, attribuendo ad essi eccellenti proprietà terapeutiche, cosa che attirò l'attenzione dei censori del Royal College of Physicians. Costoro immediatamente procedettero contro di lui accusandolo di «imbroglio e impostura intollerabile», convocandolo a comparire davanti a loro in virtù dei poteri ricevuti sin dalla fondazione del Collegio anni prima da Enrico VIII, ma resta ignoto l'esito del processo.
Nonostante queste vicissitudini, la sua reputazione gli fece ottenere nel 1614 da parte dell'arcivescovo di Canterbury un impiego nell'ospedale della Certosa londinese, e l'anno seguente lo portò a diventare il medico della regina Anna.
In seguito, grazie ad una raccomandazione del re Giacomo I, nel 1621 si trasferì a Mosca dove entrò a servizio come medico dello zar Michele I, fondatore della dinastia dei Romanov, guadagnandosi la sua stima. Rimase in Russia per circa 14 anni, principalmente a Mosca, dove scrisse il suo Fasciculus Chemicus, una raccolta di scritti sull'alchimia.
Dopo la morte della moglie Isabella avvenuta nel 1634, Dee tornò in Inghilterra, diventando medico del re Carlo I. Si ritirò infine a Norwich, continuando a esercitare con successo l'attività medica, e stringendo intensi rapporti con l'amico e filosofo Sir Thomas Browne, al quale lascerà in eredità molti dei propri manoscritti e libri alchemici.
Morì nel settembre o nell'ottobre del 1651, e fu sepolto nel cimitero della chiesa di San Giorgio a Norwich.
Si ritiene che all'inizio del XX secolo l'enigmatico guaritore Rasputin si sia impossessato di alcuni scritti di John Dee, tradotti in russo da Arthur, per le proprie finalità occulte, ma essi successivamente furono recuperati dalla famiglia Romanov e restituiti alla Biblioteca Imperiale di Mosca.

## IlFasciculus Chemicus
L'opera più celebre di Arthur Dee è il Fasciculus Chemicus, pubblicato in latino a Basilea nel 1629, e a Parigi nel 1631, contenente una raccolta o estratti di vari testi alchemici, tra cui di Pietro Bono, John Dastin, Gerhard Dorn, Arnaldo da Villanova, Basilius Valentinus, George Ripley, Morienus, Artephius, la Scala philosophorum, il Rosarium philosophorum, Pseudo-Lullo, Pseudo-Geber, Aristotele, Pseudo-Avicenna, Michael Maier.
Fu tradotto in inglese nel 1650 da Elias Ashmole, che lo pubblicò anagrammando il proprio nome in James Hasolle. I capitoli che compaiono nella sua traduzione sono:
1. Materia naturale;
2. Preparazione;
3. Peso in preparazione;
4. Il fuoco del filosofo; 
5. L'ascesa o nascita della pietra;
6. I pesi della seconda opera;
7. Imbibizione;
8. Fermentazione;
9. Proiezione;
10. Moltiplicazione. 
Dee scrisse inoltre un'introduzione a ciascuno dei capitoli.